# 吉川廣和
吉川 廣和（よしかわ ひろかず、1942年10月25日 - 2015年7月8日）は、日本の実業家。DOWAホールディングス相談役。過去に、内閣府参与などを歴任。群馬県群馬郡箕郷町（現：高崎市）生まれ。
『吉』の字は正確には上の『士』が『土』。

## 来歴
群馬県立高崎高等学校を経て、1966年に東京大学教育学部教育行政学科を卒業後、同和鉱業に入社。同社新素材本部長、常務取締役、代表取締役副社長等を経て、2002年、代表取締役社長に就任。2006年、後任に河野正樹を指名し、自身は会長に就任。2011年相談役に就任。2010年3月、行政刷新会議民間委員に就任（稲盛和夫の後任）。2011年5月、政府の東京電力に関する経営・財務調査委員会委員に就任。
内閣府参与、日本鉱業協会会長、日本銅センター会長、日本経団連理事、各種政府審議会委員なども務める。
2015年7月8日に心不全のため死去した。72歳没。叙従四位、旭日中綬章追贈。

## 著書
- 壁を壊す　７年で経常利益を１０倍にした老舗企業の破壊的改革（2007年11月、ダイヤモンド社）ISBN 978-4-478-00166-0 ＊電子版あり
- はだしっ子（2014年8月、上毛新聞社事業局出版部）ISBN 978-4-86352-112-4

### 関連書籍
- ＫＩＮＺＡＩバリュー叢書 矜持あるひとびと―語り継ぎたい日本の経営と文化〈４〉(原誠 編著、金融財政事情研究会、2013年5月）ISBN  9784322121988
- 千年企業の大逆転（野村進著、文藝春秋、2014年8月）